# Linhares
Linhares är en stad och kommun i delstaten Espírito Santo i östra Brasilien. Centralorten, som år 2010 hade cirka 109 000 invånare, är belägen där São Joséfloden ansluter till Docefloden. Folkmängden i kommunen uppgick år 2014 till cirka 160 000 invånare.

## Administrativ indelning
Kommunen var år 2010 indelad i nio distrikt:
- Bebedouro
- Desengano
- Farias
- Linhares
- Pontal do Ipiranga
- Povoação
- Regência
- Rio Quartel
- São Rafael